# René Jean Schiltz
Pour les articles homonymes, voir Schiltz.
René Jean Schiltz, né le 26 mars 1917 à Rennes et mort le 6 janvier 1993 à Lille, est un physicien français.

## Biographie
Après avoir été élève de l'École normale supérieure, où il a eu comme professeur Louis de Broglie, Jean Schiltz passe son Diplôme d’Études Supérieures à l'ENS, auprès de Georges Bruhat, puis devient plus jeune agrégé de France en 1939.
Mobilisé dans la 404e DCA, affecté à Croix-Caluyau en février et mars 1940, puis à Solesmes (Nord) jusqu'au 12 mai 1940, il est fait prisonnier à Dunkerque le 4 juin 1940, et envoyé au Stammlager III A, à Luckenwalde. Il y occupe le poste d'homme de confiance, et y dirige l'Université Libre du Stalag. Il y participe également, dès octobre 1940, à la rédaction du journal La Double Gamelle, dont seulement deux numéros purent paraître, à cause d'une trop grande liberté d'esprit. La Double Gamelle serait le précurseur des journaux de camp de prisonniers parus au cours de la guerre.
Début avril 1941, il est transféré au camp des aspirants 1A à Stablack, décrit par l'humoriste Jean Bellus dans son célèbre recueil Humour Verboten. Avec d'autres aspirants il participe là encore à l'Université au camp, pour permettre aux étudiants prisonniers de passer leurs diplômes. Grâce à des envois de matériel de Georges Bruhat il parvient même à monter des manipulations de physique. Il suit en même temps des cours de mécanique ondulatoire dispensés par Jean Barriol. En 1942 est même présenté à l'Académie des Sciences par Aimé Cotton un article où figure sa signature. Pour tous ces travaux, il reçoit en 1943 un "prix de l'Académie Française décerné aux prisonniers", de 2000 francs.
Après la guerre, il commence à travailler à l'ENS, au poste d'agrégé-préparateur, dans l'équipe d'Alfred Kastler, puis à Lille où il prend une part importante à la montée en charge de la faculté des sciences de l'Université de Lille. Il y fonde le "Laboratoire de spectroscopie des molécules diatomiques", associé au CNRS. Il se charge également des cours d'optique physique, qu'il dispense aussi à l'Institut industriel du Nord (IDN) devenu depuis École centrale de Lille. Il participe à la création de l'EUDIL, devenue depuis Polytech Lille.
Il présente sa thèse de docteur ès sciences le 10 octobre 1962, à Lille. Il étudie et publie les spectres de nombreuses molécules diatomiques des composés de l'or, en particulier avec les terres rares et les alcalino-terreux,. Il est nommé professeur titulaire à titre personnel le 1er octobre 1965.
Il s'est distingué par ses actions dans la société. Il a participé à l'animation du groupe de "Talas" de l'ENS (il n'a jamais été "prince tala" mais a reçu le sobriquet de pape noir), et a contribué à la rédaction des statuts de l'Union Catholique des Scientifiques Français,, dont il est devenu l'un des vice-présidents aux côtés de Louis Leprince-Ringuet, Paul Germain (mathématicien) et Jacques Polonovski. Il agissait pour la libération des croyants de l'URSS, mais il a aussi activement soutenu les actions du Secours populaire Français.
Il s'est également beaucoup investi socialement dans les œuvres sociales de l'Université Lille 1, par exemple en suscitant la création du CESFASCIL (Comité d'Entraide Sociale de la Faculté des Sciences de Lille), dont il sera longtemps le président.
Il a reçu du recteur Guy Debeyre la croix de chevalier de la Légion d'honneur en 1988.

## Chansons
Jean Schiltz a écrit des chansons à l'humour normalien décalé.